# Vettore Cappello
Vettore Cappello (Venezia, 1400 circa – Calcide, 13 marzo 1467) è stato un mercante, politico e militare italiano, cittadino della Repubblica di Venezia.
Dopo un'iniziale carriera come commerciante che gli procurò una notevole ricchezza, nel 1439 iniziò l'attività politica. Rapidamente ascese agli uffici superiori. È principalmente ricordato per la aver intrapreso una politica risoluta contro l'Impero ottomano e per aver comandato l'esercito veneziano come Capitano generale da mar durante il periodo di avvicinamento e durante le fasi iniziali della prima guerra turco-veneziana.

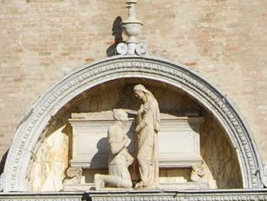
La tomba di Vettore Cappello nella chiesa di Sant'Elena a Venezia

Fu sepolto a Venezia nella chiesa di Sant'Elena; i figli Alvise, Andrea e Paolo gli fecero erigere un monumento funebre attribuito a Niccolò di Giovanni Fiorentino.